# Église Saint-Martin de Brières
L'église Saint-Martin est une église du XVIe siècle située à Brécy-Brières, en France.

## Description
L'église est modeste avec trois travées, pas de transept, une abside à cinq pans. Les murs sont en briques. La porte est surmontée d'un arc en plein cintre puis d'un fronton triangulaire. 
Dans le petit cimetière se trouve la tombe du général Veilande, surmontée d'une pyramide. Une épitaphe sur 21 lignes rappelle son parcours : « Ici repose le général baron VEILANDE Commandeur de l'ordre de la Légion d'Honneur, chevalier de l'ordre de la couronne de fer d'Autriche, Ex chevalier de l'ordre de Saint Louis, ancien député et ancien membre du conseil général des Ardennes, mort le 31 mars 1845 dans sa terre de Brières, Priez pour lui ».

## Localisation
L'église est située sur la commune de Brécy-Brières, dans le bourg de Brières, dans le département français des Ardennes.

## Historique
L'église a été construite vers 1540 (mais rebâtie  pour partie en 1893).
L'édifice est inscrit au titre des monuments historiques en 1928.